# Erststimme
Bei der Bundestagswahl und bei vielen Landtagswahlen in Deutschland wählt man mit der Erststimme einen Direktkandidaten in seinem Wahlkreis. In den Bundesländern heißt die Erststimme zum Teil Wahlkreisstimme oder Direktstimme.

## Die Erststimme bei der Bundestagswahl
Zur Bundestagswahl kann jede Partei innerhalb eines Wahlkreises einen Kandidaten aufstellen. Zusätzlich sind parteiunabhängige Kandidaturen möglich. Der Kandidat mit den meisten Erststimmen in seinem Wahlkreis wird grundsätzlich Abgeordneter im Bundestag, sofern die vorschlagende Partei im entsprechenden Bundesland genügend Sitze über Zweitstimmen erhält und sie nicht an der Sperrklausel scheitert. Die übrigen Wahlkreis-Kandidaten gehen leer aus.
Obwohl die Erststimme als nicht ganz so einflussreich wie die Zweitstimme angesehen wird, hat sie doch wichtige Funktionen bei der Wahl: Sie ist eine Chance für Einzelpersonen, in den Deutschen Bundestag einzuziehen, ohne von einer Partei auf einer Landesliste aufgestellt worden zu sein (Beispiel: Hans-Christian Ströbele bei der Bundestagswahl 2002). Die Erststimme garantiert zudem die Vertretung aller Regionen im Parlament, denn die Wahlkreise sind so eingeteilt, dass in jedem Wahlkreis etwa gleich viele stimmberechtigte Personen leben. In einem nicht-personalisierten Verhältniswahlrecht ohne Wahlkreise ist dies nicht automatisch der Fall.
Die Gültigkeit der Erststimme bleibt von einer eventuellen Ungültigkeit der Zweitstimme unberührt (§ 39 Abs. 1 BWahlG).
Im Gegensatz zur Zweitstimme bestimmt man mit der Erststimme grundsätzlich nicht die Stärke einer Fraktion, sondern tauscht nur einen Kandidaten von der Liste gegen den derzeitigen Wahlkreiskandidaten.

## Landtagswahlen
Die Erststimme heißt bei Landtagswahlen in Hamburg, Hessen, Rheinland-Pfalz und Thüringen Wahlkreisstimme, in Sachsen Direktstimme. Die Bedeutung der Erststimme ist außer in Bayern dieselbe wie bei Bundestagswahlen. Jedoch werden in Hamburg in jedem Wahlkreis drei bis fünf Sitze nach Verhältniswahl verteilt. Beim Bayerischen Landtagswahlsystem zählen auch die Erststimmen bei der proportionalen Verteilung der Sitze mit.
Bei allen Landtagswahlen mit Erststimme gibt es bei Überhangmandaten Ausgleichsmandate. In mehreren Ländern ist aber der Ausgleich gedeckelt, sodass Proporzverzerrungen entstehen können.